# Tindaria cytherea
Tindaria cytherea is een tweekleppigensoort uit de familie van de Tindariidae. De wetenschappelijke naam van de soort is voor het eerst geldig gepubliceerd in 1881 door Dall.